# Hydroptila bidens
Hydroptila bidens is een schietmot uit de familie Hydroptilidae. De soort komt voor in het Neotropisch gebied.